# Disposable Teens
«Disposable Teens» es el título de uno de los sencillos de la banda estadounidense Marilyn Manson, de su álbum de estudio: "Holy Wood (In the Shadow of the Valley of Death)". El sencillo y el video musical, salieron al aire en el 2000.

## Sencillo en CD
Disposable Teens
1. «Disposable Teens»
2. «Working Class Hero» (cover John Lennon)
3. «Diamonds & Pollen»

Disposable Teens (versión alternativa)
1. «Disposable Teens»
2. «Five to One» (cover The Doors)
3. «Astonishing Panorama of the Endtimes»

## Video musical y efectos especiales
El video salió en el año 2000, y recibió dos premios y, además de contar con reconocidos efectos eran muy buenos, es uno de los videos de Marilyn Manson más reconocidos a través de internet. En el video se muestra a Marilyn Manson saliendo del agua, con un vestido negro. En todo el video, Marilyn Manson va saliendo cada vez más del fondo de un lago con clima nublado y al final del video, Manson ya está de una altura sorprendente, y aun sus pies no se ven. Este efecto también lo ha hecho en algunos de sus conciertos, en donde el público puede verlo a una distancia lejana. 
También muestra a Marilyn Manson vestido de Sacerdote, y una parodia "La Última Cena", (De Jesucristo). Otra de las cosas del vídeo, son unas tomas en donde una mujer está haciendo brujería con la cabeza cortada de Manson y al final del vídeo, ésta abre los ojos. También, otras tomas donde Marilyn Manson está cantando en un concierto. La letra habla sobre el trato hacia los adolescentes, pero en su mayoría habla de su rebeldía, cuando dice "and I'm a black raimbow I'm an ape of god (...) I'm a teen distortion, survived abortion, a rebel from the waist down" es uno de los puntos en los que más se refleja este tema. Una de las partes con más referencia al tema es  "you say you want a revolution, man, and I say that you're full of shit" y "don't be surprised when we destroy all of it". También habla de lo complejo que es entenderlos y cómo se sienten estos respecto a los demás, en la frase " we are disposable teens" (somos adolescentes desechables) es donde más lo refleja.

## Apariciones del sencillo
Estas son las apariciones del sencillo:
- "Holy Wood (In the Shadow of the Valley of Death)".
- "Lest We Forget", CD.
- "Lest We Forget", DVD.
- "Lest We Forget", DVD, (Versión Concierto).
- "Guns, God and Government", DVD.
- "Internet.

## Versiones
- Disposable Teens — Aparición en Holy Wood (In the Shadow of the Valley of Death) y Lest We Forget (The Best Of).
- Disposable Teens: Alt. Version -Aparición en Lest We Forget.
- Disposable Teens (Bon Harris Remix) — Aparición en "The Fight Song" Pt. 2 single.
- Disposable Teens (Live) — Aparición en the Guns, God and Government World Tour DVD.